# نبرد مرج راهط
جنگ مرج راهط (به عربی: معرکة مرج راهط) جنگی است در دورهٔ امویان که در عهد خلافت مروان بن حکم اتفاق افتاد. این جنگ میان قیسی‌ها و کلبی‌ها درگرفت که دستهٔ اول که از هواخواهان عبدالله بن زبیر بودند، تحت فرماندهی ضحاک بن قیس فهری، به نبرد با کلبی‌ها که به حمایت از مروان بن حکم به پا خواسته بودند، پرداختند؛ که سرانجام این نبرد با پیروزی کلبی‌ها پایان یافت و مروان خلیفه شناخته شد.

## زمینه‌های جنگ
بنی امیه در سایه انشعابهای جهان اسلام، برای نجات خلافت خود، که در معرض سقوط قرار داشت، گرد هم آمدند. با انهدام حکومت مرکزی و پراکنده گشتن خانوادهٔ حاکم، نفوذشان رو به کاستی گذاشت. حزب یمنی و قبیلهٔ کلبی در دربار اموی، صاحب نفوذ بودند. آنان به عنوان نیرو و ریشهٔ حکومت، تحت رهبری حسان بن مالک، در حفظ و نگهداری امتیازاتشان، بسیار می‌کوشیدند و دلبستهٔ امویان بودند. طرفدارانشان از انتقال خلافت به حجازی‌ها (پس از اینکه معاویه آن را به شام منتقل کرد) وحشت داشتند. اما حزب قیسی از جنگ یزید با مردم مدینه به خشم آمد. این حزب، به رهبری ضحاک بن قیس فهری، جایگاهی یافت که با حزب یمنی به رقابت می‌پرداخت. پس از مرگ معاویه دوم، ضحاک امیر سرزمین شام شد و رخدادهای سیاسی برخاسته از این مقام، جایگاه مهمی به حزب او بخشید؛ به گونه‌ای که فرصتی به دست آورد تا به شکل غیررسمی جای خالی را پر کند. همزمان، قیسی‌ها در سایهٔ سست شدن خانوادهٔ اموی و دعوت ابن زبیر، فرصت دیگری به دست آوردند تا بر کلبی‌ها چیره شوند و مواضع قدرت را از چنگ آنان درآورند. ایشان این مواضع را به علت هم پیمانی با معاویه کسب کرده بودند. ضحاک که از سوی ابن زبیر به عنوان نمایندهٔ او در سرزمین شام تعیین شده بود، هواداری از او را اعلام نمود. وحدت کلمهٔ امویان متلاشی شد و ایشان بر سر منصب خلافت به جدال برخاستند و هوادارانشان به سه دسته تقسیم شدند:
_حسان بن مالک، خالد بن یزید بن معاویه را تأیید کرد؛
_برخی از رهبران به مروان بن حکم گرویدند؛
_گروه سوم، از عمرو بن سعید بن عاص پشتیبانی کردند.
سرانجام، طبق قرار بزرگان بنی امیه، کنگره ای در جابیه برگزار شد و دربارهٔ انتخاب خلیفه بعدی تبادل نظر کردند. ریاست این کنگره با حسان بن مالک بود. مروان به علت پیری و تجربه، از شانس و اقبال بیشتری برخوردار بود، به گونه‌ای که در یک موقعیت استثنایی، برای حکومت انتخاب شد. کنگره با توافق بر انتخاب وی به عنوان خلیفه، از سوی همهٔ اعضای حاضر در جلسه، پایان یافت. کلبی‌ها از کنگره راضی بیرون آمدند؛ زیرا نامزد ایشان، خالد بن یزید، به عنوان ولیعهد تعیین گشته بود. البته با قبول شرطی مبنی بر اینکه خلافت پس از او به عمرو بن سعید برسد. با این انتخاب، واضح بود که درگیری قیسی و کلبی از نو آغاز شده‌است. بدین ترتیب، پادشاهی از شاخهٔ سفیانی به شاخهٔ مروانی منتقل گشت و میان یمنی‌ها، وحدت کلمه حاصل شد و هم پیمانان اموی یمنیان، مشکل وحدت موضع سیاسی را در حکومت برطرف ساختند.

## جنگ مرج راهط
از دیدگاه امویان، انتخاب مروان بن حکم به خلافت گام موفقی بود، اما بیشتر، دشواری در حل مشکل قیسی‌ها مانع کار او بود. ضحاک بن قیس با بیرون رفتن کار از دست ابن زبیر به خشم آمد و دمشق را به سوی شرق مرج راهط و پادگان آنجا ترک کرد و نعمان بن بشیر، استاندار حمص و زفر بن حارث، حاکم قنسرین، کاملاً آشکار بود که آمادهٔ جنگ شده‌اند، لذا مروان تصمیم گرفت که ثابت کند شایستهٔ پذیرش مسئولیت و دفاع از خلافت است. بدین گونه طرفین رو در روی هم قرار گرفتند که به درگیری قبیله‌ای و جنگ داخلی منجر شد. مروان با چیرگی بر دمشق و بیرون راندن کارگزاران ضحاک از آنجا، به نخستین پیروزی سیاسی دست یافت. سپس یارانش را سازماندهی نمود و برای رویارویی با اجتماع قیسی‌ها به مرج راهط رفت. میان دو طرف گفتگوهایی برای رسیدن به صلح، به مدت بیست روز، انجام پذیرفت. در ضمن گفتگو خبر رسید که مروانیان بر دمشق چیره شده، کارگزار ضحاک را از آنجا بیرون کرده و خلافت مروان را اعلام نموده‌اند، از این رو گفتگوها متوقف شد. سرانجام، رویارویی برای تعیین سرنوشت، رخ داد و در نبرد مشهوری که در ذی القعده ۶۴ق/۶۸۴م میان دو طرف روی داد؛ قیسی‌ها در مقابل یمنی‌ها شکست خورده و نیرویشان از بین رفت. ضحاک به همراه عدهٔ بسیاری از اشراف قیسی در شام کشته شد. زفر بن حارث کلابی بعد از جنگ به قرقسیا فرار و آنجا را تصرف کرده و در آنجا پناه گرفت. هنگامی که سپاه مروان به سوی او حرکت نمود، از آنجا نیز گریخت و به عراق رفت. همچنین نعمان بن بشیر، به حمص فرار کرد؛ گروهی از مردم آنجا او را تعقیب کرده و کشتند. ناتل بن قیس نیز از فلسطین فرار کرد و بدین سبب کار مروان در سوریه و فلسطین سامان یافت. هرچند در این درگیری کلبیان پیروز گشتند، اما کینه‌توزی دو نژاد سختتر شد، چه، در آیین قبیله ای رسمی معروف است که خون را باید با خون شست.

## نتایج جنگ مرج راهط
تعصب یمنی بر قیسی در جنگ مرج راهط پیروز شد و دارای آثار خطرناکی در تجدید دشمنی سنتی میان دو طرف متعصب و شعله‌ور شدن آتش آشوب در دیگر نقاط جهان اسلام بود و در نتیجه میان یمنی‌ها و قیسی‌ها در مناطق متعددی از حکومت اسلامی جنگ درگرفت. مروان شام را یکپارچه کرد و نفوذش را در آنجا گستراند. همچنین فلسطین مطیع او شد. مصر به علت اهمیت فراوانش گام دوم او بود؛ زیرا با تصرف آنجا، موقعیتش در برابر ابن زبیر تقویت می‌شد. مشهور است که بیشتر مصریان دل در گرو بنی امیه داشتند و بیعت آنها با ابن زبیر استوار نبود. از این رو پس از چیره شدن مروان بر عبدالرحمن بن جحدم، استاندار ابن زبیر در مصر، در جمادی آخر ۶۵ق/۶۸۵م، دستیابی به مصر برای او کار دشواری نبود. مروان بعد از دوماه اقامت در مصر و مرتب کردن اوضاع اداری آن، پسرش عبدالعزیز را استاندار آنجا نمود و به شام بازگشت تا با خطر ابن زبیر مقابله کند. او دو سپاه تجهیز نمود: یکی را به فرماندهی حبیش بن دلجه (از فرماندهان معاویه در صفین و از فرماندهان یزید در واقعه حره) به حجاز فرستاد و دیگری را به فرماندهی عبیدالله بن زیاد به جنگ زفر بن حارث به قرقسیا اعزام کرد تا پس از فراغت از کار جزیره، برای غلبه بر عراق، عازم آنجا شوند. سپاه اعزامی به حجاز، هنگام ورود به مدینه شکست خورد و زبیری‌ها پیروز شدند؛ اما ابن زیاد به سمت جزیره رفت و در آنجا خبر مرگ مروان را دریافت کرد. بدین گونه مرگ مروان بن حکم در هلال رمضان ۶۵ه‍. ق/نیسان۶۸۵ فرارسید و نتوانست حجاز و عراق را به حاکمیت امویان بازگرداند. رفتار مروان بر خانوادهٔ اموی گران افتاد و چنان‌که نوشته‌اند، مادر خالد وی را خفه کرد. وی پس از اینکه کلبی‌های پشتیبان خالد بن یزید را قانع کرد که وی توانایی ایستادگی در مقابل ابن زبیر را ندارد، خلافت را به دو فرزندش عبدالملک و عبدالعزیز سپرد و آنچه در جابیه، مبنی بر سپردن حکومت به خالد بن یزید بعد از مروان و عمرو بن سعید تصویب شده بود، از بین رفت؛ زیرا آن توافق، ضرورتی بود که اینک وجود نداشت.